# Плавание человека

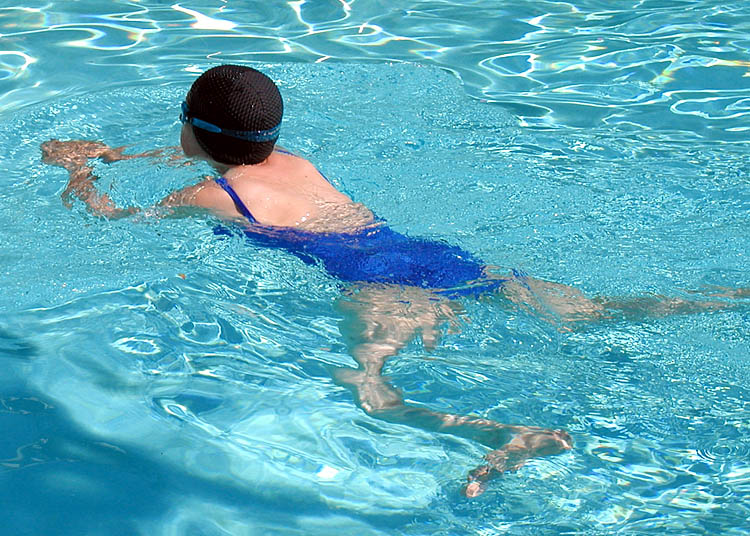
Плавание брассом

Пла́вание — перемещение человека в водной среде только за счёт собственной мускульной силы, с целью отдыха, оздоровления (купание), достижения спортивных результатов (спортивное плавание) и др.

## История
Плавание известно с древних времён. Самые ранние рисунки плавающих людей восходят к каменному веку, они сделаны в 4-м тысячелетии до н. э.. Первые письменные ссылки датируются[кем?] ранее 2000 года до н. э. Некоторые из ранних ссылок упоминают Гильгамеш, Илиаду, Одиссею, Библию (Иез. 47:5, Деяния 27:42, Исаия 25:11), Беовульф и другие саги. В 1538 году Николаус Винманн, немецкий профессор по языкознанию, написал первую книгу по плаванию «Пловец или диалог об искусстве плавания» (Der Schwimmer oder ein Zweigespräch über die Schwimmkunst). Соревнования по плаванию в Европе начались около 1800 года, главным образом с использованием брасса. В 1873 году Джон Артур Треджен ввёл в западные соревнования по плаванию стиль треджен, который он перенял у индейцев. У них аналогичный стиль плавания назывался «кролем». В связи с тем, что англичане в то время пренебрежительно относились к сильному разбрызгиванию при плавании, в треджене использовались ножницеобразные горизонтальные движения ног, а не колебательные вертикальные движения, которые применяли индейцы в кроле. Плавание входило в программу первых современных Олимпийских игр (1896 в Афинах). В 1902 году Ричард Кавилл ввёл кроль в западном мире. В 1908 году была сформирована международная ассоциация по плаванию, Международная федерация плавания (FINA). Баттерфляй был разработан в 1930-х годах, и на первых порах считался вариантом брасса, пока в 1952 году он не был признан как отдельный стиль.

## Вид отдыха и физкультуры

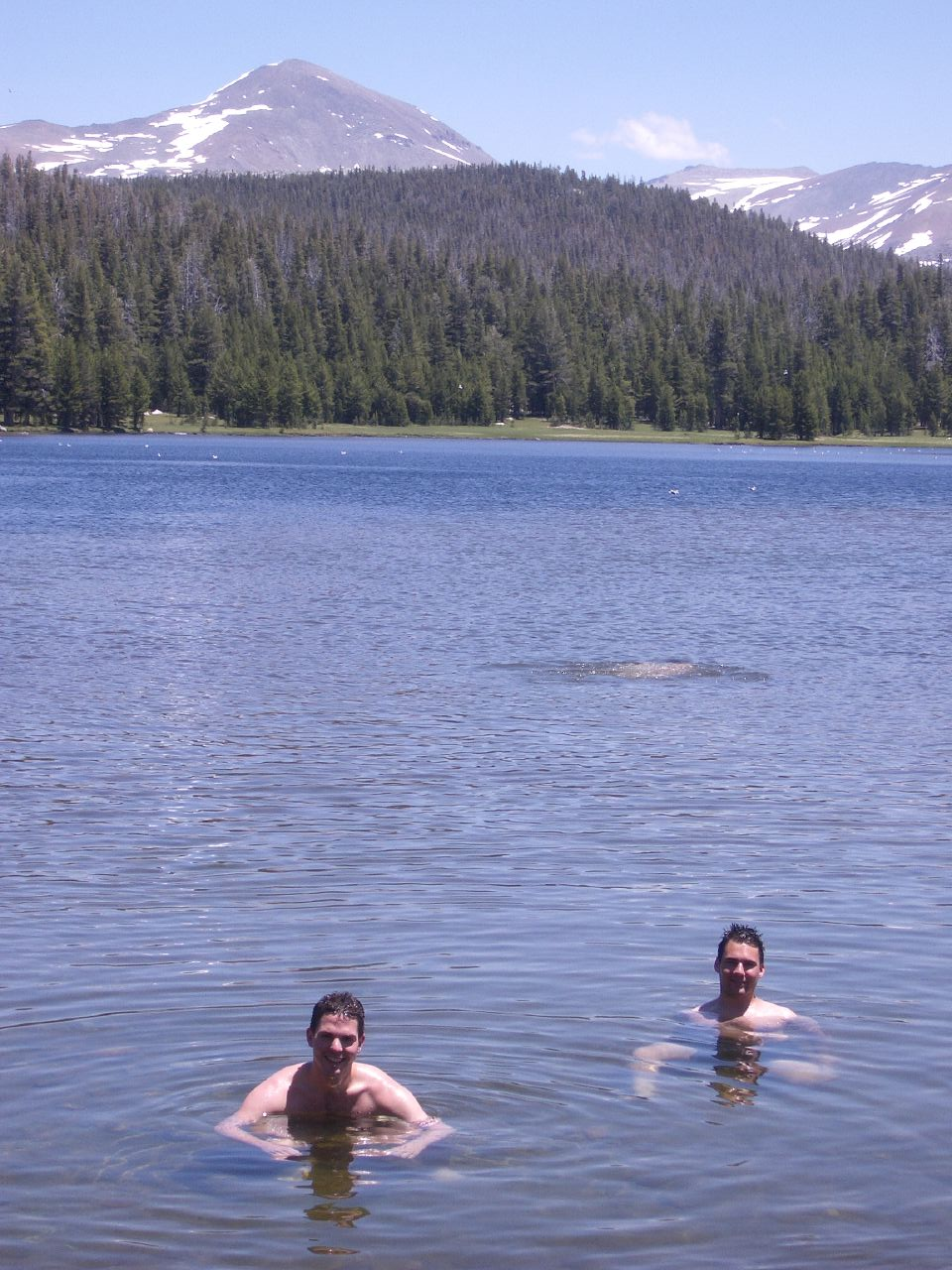
Купание в озере в национальном парке Йосемити (США)

Наиболее распространёнными целями плавания являются отдых, физические упражнения и спортивные тренировки. Развлекательное плавание является хорошим способом расслабиться, наслаждаясь лёгкой нагрузкой на всё тело.
Плавание является отличным видом физических упражнений. Поскольку плотность человеческого тела очень близка к плотности воды, вода поддерживает тело и снижает нагрузки на суставы и кости. Плавание часто используется в качестве упражнения при реабилитации после травм и для лиц с ограниченными возможностями.
Хорошим упражнением по плаванию является резистивное плавание. Оно выполняется либо в тренировочных целях для удержания пловца на одном месте при анализе и отработке гребков, либо в развлекательных или терапевтических целях при плавании в ограниченном пространстве. Резистивное плавание может выполняться либо в плавательной машине во встречном потоке воды, либо путём удержания пловца в стационарном положении с помощью упругих приспособлений.
Плавание является прежде всего аэробным упражнением, благодаря своему длительному времени, оно требует постоянного притока кислорода к мышцам, за исключением коротких спринтерских дистанций, когда мышцы работают анаэробно. Как и большинство аэробных упражнений, плавание, как считается[кем?], снижает вредное воздействие стресса. Плавание помогает улучшить осанку и развивает сильное худощавое телосложение, которое часто называют «телосложением пловца».
В последние годы наблюдается рост популярности плавания на открытой воде, также известного как «дикое плавание», отчасти в связи с публикацией книг-бестселлеров американских писателей Кейт Рю и Даниэла Старта.

## Вид спорта
Спортивное плавание представляет собой соревнование участников на самое быстрое преодоление заданного расстояния, используя только возможности собственного тела. В соревнованиях разного уровня плавают на различные дистанции. Например, программа плавания на современных Олимпийских играх включает дистанции 50, 100, 200, 400, 800, 1500 метров вольным стилем; 100 и 200 метров в плавании на спине, брассом и баттерфляем; 200 м комплексным плаванием (то есть 50 м баттерфляем, 50 м плавание на спине, 50 м брассом и 50 м вольным стилем); 400 комплексным плаванием (100 м баттерфляем, 100 м плавание на спине, 100 м брассом и 100 м вольным стилем) и марафон на 10 км. В большинстве средних школ плавают на следующие дистанции: 50, 100, 200 и 500 метров вольным стилем, 100 м на спине, 100 м брассом, 100 м баттерфляем и 200 м комплексным плаванием. В программы соревнований включаются также комбинированные эстафеты, в которых сочетаются стили плавания на каждом из четырёх этапов: плавание на спине, брасс, баттерфляй и вольный стиль. При этом каждый пловец плывёт на своём этапе только одним стилем. Дистанции комбинированных эстафет не более 400 м, эстафет вольным стилем — не более 800 метров, при этом каждый участник эстафеты проплывает одинаковую дистанцию. Размеры бассейнов для спортивного плавания составляют либо 25, либо 50 метров (в США и некоторых других странах встречаются бассейны длиной 25 или 50 ярдов). Дистанция от одного края бассейна до другого называется кругом, так что тренер может сказать «четыре круга» вместо 100 или 200 метров. Типичные общественные, школьные и частные бассейны имеют длину 25 метров, олимпийские соревнования всегда проходят в 50-метровых бассейнах.
Плавание входит в программу современных Олимпийских игр с момента их воссоздания в 1896 году. Плавание, наряду с другими водными дисциплинами — Плавание на открытой воде, Синхронное плавание, Прыжки в воду и Водное поло — регулируется Международной федерацией плавания (FINA) и национальными федерациями (например Федерация водных видов спорта России).

## Как способ передвижения
Передвижение вплавь делается на короткие расстояния, и чаще всего в тех случаях, когда альтернативные способы передвижения исключены. Бесчисленное количество мигрантов переплывали реки и моря, в частности, легко преодолевали Рио-Гранде и Западный Буг. Известны случаи, когда политические беженцы переплывали Балтийское море, множество людей прыгали с кораблей в воду с целью достижения берега в тех местах, куда они не планировали и не должны были приехать. Передвижение вплавь занимает центральное место в сюжете фильма «Добро пожаловать» (2009). В 1980-х годах тысячи отступающих иракских солдат переплыли реку Шатт-эль-Араб в её нижнем течении. Во время Второй мировой войны будущий президент США Джон Кеннеди повёл своих моряков вплавь с одного острова на другой после того, как его торпедный катер был потоплен. Его брат сенатор Эдвард Кеннеди утверждал, что он покинул остров Чаппакуиддик вплавь после автомобильной аварии 19 июля 1969 года.

## Как профессия

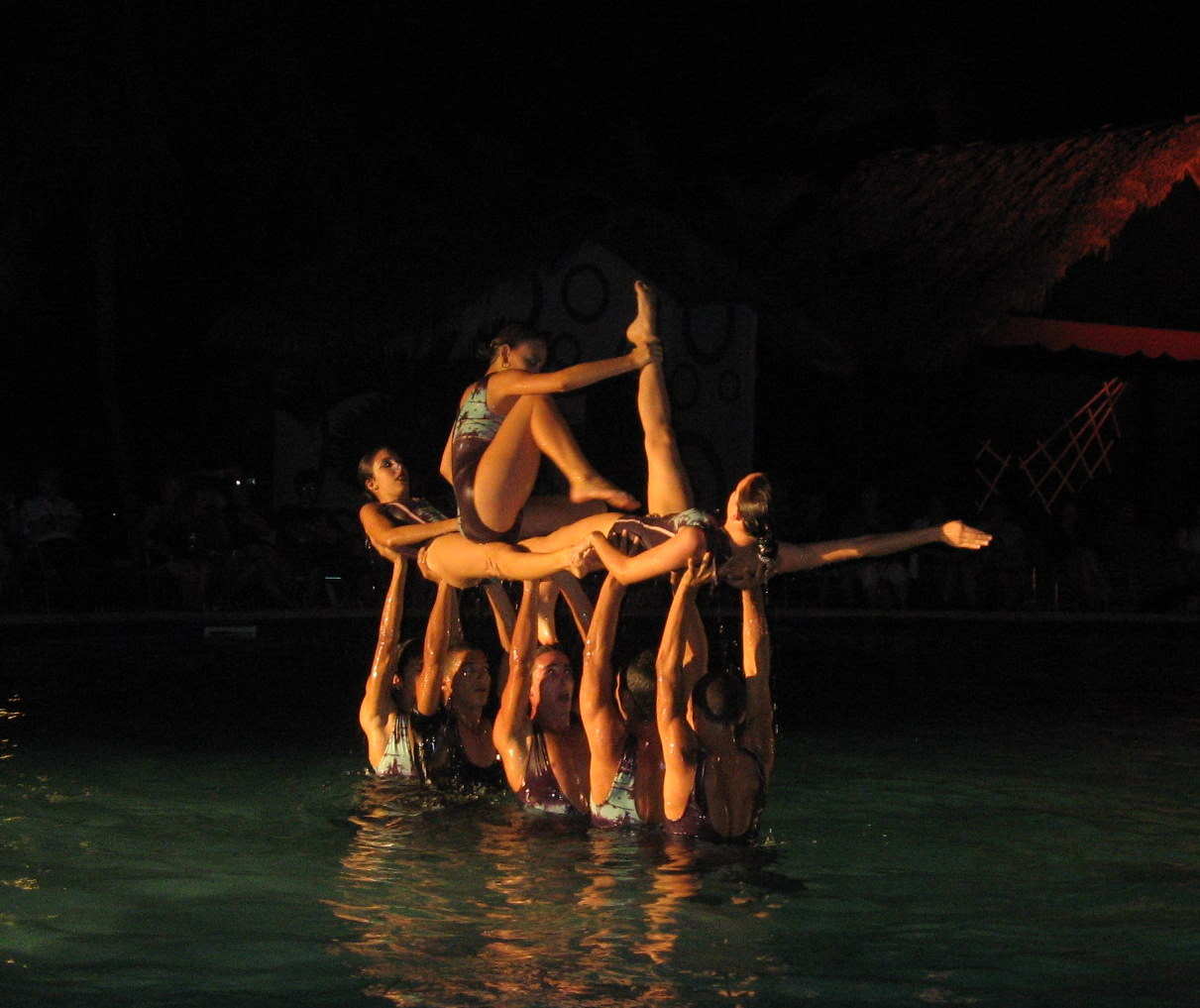
Профессиональные пловцы выступают в балете на воде в Гуардалаваке (Куба)

Некоторые профессии требуют умения плавать. Например, добытчики галиотиса и жемчуга должны плавать и нырять, чтобы заработать себе на жизнь, также как и подводные охотники.
Плавание необходимо для спасения людей, находящихся на воде в бедственном положении. В большинстве штатов и городов США подготовлены отряды спасателей, дежурящих в бассейнах и на пляжах. Для спасательных целей разработан ряд специальных стилей плавания, которым обучаются люди этой профессии, а также сотрудники береговой охраны. Спасатели на водах имеются также во многих других странах, в том числе и в России.
Плавание необходимо специалистам в области морской биологии для наблюдения за морскими растениями и животными в их естественной среде обитания. Учёные из других областей науки тоже иногда используют плавание в своей работе. Например, Конрад Лоренц проплыл большие расстояния рядом с гусями в рамках исследования поведения животных.
Плавание необходимо также в военных целях, обычно оно используется специальными подразделениями, такими как спецназ ВМФ. Плавание может применяться для приближения к цели, сбора информации, проведения диверсии или боя и отхода от цели. Одновременно операция может включать десантирование с воздуха в воду, либо выход из подводной лодки, находящейся в погружённом положении. Из-за необходимости постоянного контакта с крупными водоёмами все новобранцы ВМС США, морской пехоты и береговой охраны обязаны в совершенстве владеть основными способами плавания и проходить подготовку по выживанию на воде.
Плавание является также видом профессионального спорта. Некоторые компании спонсируют пловцов, показывающих результаты международного уровня. На многих крупных соревнованиях установлены призы за установление рекордов. Профессиональные пловцы могут также зарабатывать на жизнь в качестве артистов, выступающих в балете на воде.

## Стили плавания
Стиль плавания характеризуется положением тела пловца и последовательностью выполняемых движений. В современном спортивном плавании в основном применяются следующие стили: кроль, плавание на спине, брасс, баттерфляй. В любительском плавании, кроме этих четырёх, применяются и другие виды плавания.
Для любительского плавания подходят несколько стилей плавания. Многие пловцы-любители предпочитают стили, в которых голова не погружается под воду, а руки наоборот, всё время остаются в подводном положении. Наиболее распространёнными стилями, используемыми в любительском плавании, являются: саженки, брасс, плавание на боку, кроль без погружения головы под воду, «собачий стиль», морской («лягушачий»), «траджен» — ноги брассом, руки кролем. Вольный стиль с выносом рук из воды и баттерфляй обеспечивают лучшее использование разницы в сопротивлении телу между воздухом и водой, что ведёт к более высоким скоростям.
Можно плавать, работая только ногами без рук или только руками без ног (по-дельфиньи), колхидо-иберийский стиль. Такие стили могут быть использованы для специальных целей, для обучения и выполнения упражнений или людьми с ампутированными конечностями и при параличе.

## Обучение плаванию

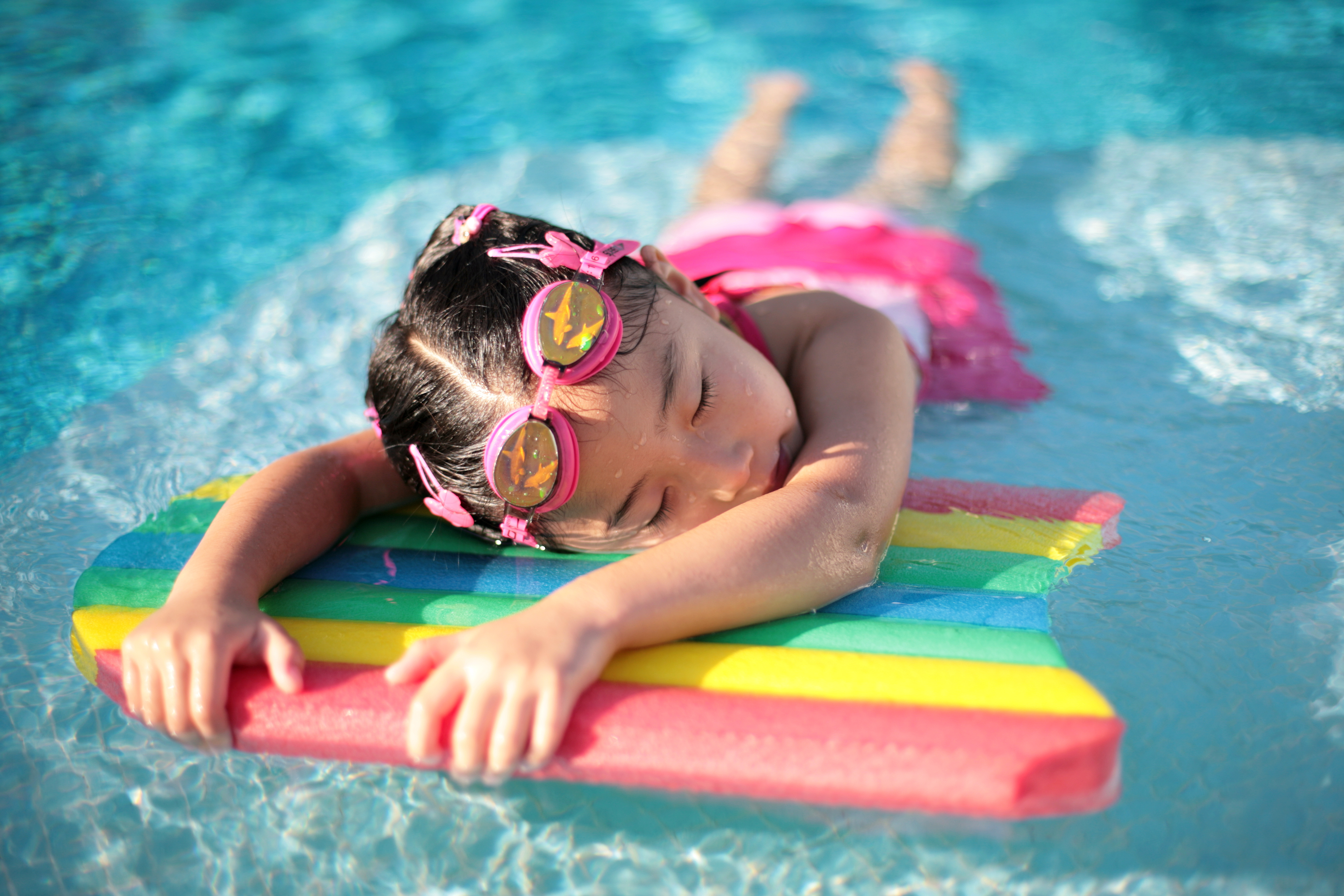
Доска для плавания помогает ребёнку научиться плавать

Чтобы научиться плавать, дети обычно получают уроки плавания, которые служат развитию техники плавания и уверенности в себе. Как правило, дети не умеют плавать самостоятельно до 4 лет.
В Швеции, Дании, Норвегии, Эстонии и Финляндии учебные планы для учеников пятого класса (в Эстонии — для четвёртого) констатируют, что все дети должны научиться плавать, а также знать, как вести себя в чрезвычайных ситуациях на воде. Обычно требуется, чтобы дети были в состоянии проплыть 200 метров, из которых не менее 50 метров на спине — после первого попадания на глубокую воду и погружения под воду вместе с головой. Хотя 95 процентов шведских школьников умеют плавать, утопление остаётся третьей из наиболее распространённых причин смерти среди детей.
В Нидерландах и Бельгии уроки плавания в школе (schoolzwemmen, школы плавания) поддерживаются правительством. Большинство школ предоставляют уроки плавания. В этих странах существует давняя традиция уроков плавания, голландский перевод стиля плавания брассом называют schoolslag (школьный стиль). Детей учат варианту брасса, который технически не совсем правильный. Во Франции плавание является обязательной частью учебной программы для всех начальных школ. Дети обычно посвящают одну четверть в год во 2-м, 3-м и 4-м классах обучению плаванию.
Во многих местах уроки плавания обеспечиваются местными бассейнами, как теми, которые находятся в ведении местных органов власти, так и принадлежащими частным компаниям. Многие школы включают в свои учебные программы физического образования уроки плавания, предоставляемые в собственном бассейне школы или в ближайшем общественном бассейне.
В Великобритании «схема топ-взлёта» призывает школьников, которые не умеют плавать в возрасте старше 11 лет, к получению интенсивных ежедневных уроков. Эти те дети, которые не достигли Национального учебного стандарта Великобритании по плаванию на 25 метров за тот срок обучения, который они получали в начальной школе. Им будут предоставлены ежедневные уроки по полчаса в течение двух недель за учебную четверть.
По состоянию на 2005 год в Канаде и Мексике проходит обсуждение призывов по включению плавания в общественные школьные программы.

## Одежда и аксессуары

### Купальник
Стандартная повседневная одежда, как правило, нецелесообразна для купания и даже может быть небезопасной. В большинстве культур сегодня при общественном купании надеваются купальники.
Современные мужские купальники обычно изготавливают в виде трусов, шортов, спортивных бриджей, плавательных костюмов из лайкры, гидрокостюмов из эластана/спандекса или гидрокостюмов в виде джинсов (для защиты при плавании в открытом море, океане или озере). Можно также плавать в плавках, спасательных плавках или шортах для прыжков в воду. Как правило, верхняя часть тела остаётся открытой, либо пловец носит защитную футболку или топ из неопрена для защиты от солнца. В некоторых культурах третьего мира обычаи и законы требуют обязательного наличия топа для общественных бассейнов.
Современные женские купальники, как правило, плотно облегающие, состоят либо из двух частей, охватывающих грудь и область таза, либо из одного цельного куска ткани, покрывающего эти две области тела и туловище между ними. Юбки встречаются редко, если они есть, то обычно короткие. В некоторых культурах они необходимы, обязательным требованием является юбка полной длины.
Купальники спортсменов имеют тенденцию к улучшению плавательных характеристик кожи человека, чтобы получить преимущество в скорости. Для увеличения скорости пловцы надевают костюмы с резиновыми или пластмассовыми вставками, которые слегка раздвигают воду вблизи тела и создают условия для возникновения небольшой тяги, помогающей пловцу плыть быстрее.
Гидрокостюмы обеспечивают как теплоизоляцию, так и увеличение плавучести. У многих спортсменов, в основном мужчин, отсутствует плавучесть ног. Плавательный гидрокостюм имеет на руках очень тонкий слой неопрена, что повышает их гибкость, и более толстый слой на ногах. Это помогает пловцу увеличить в воде амплитуду вертикальных движений ног, что делает их действие более рациональным. Такая конструкция делает брасс менее эффективным (ноги слишком жёсткие), но идеально подходит для кроля/вольного стиля.

### Аксессуары
- Беруши препятствуют попаданию воды в уши
- Клипсы для носа препятствуют попаданию воды в нос. Как правило, используются только в синхронном плавании. Использование их в спортивном плавании может вызвать неудобства для большинства пловцов. Именно по этой причине клипсы для носа используются только для синхронного и любительского плавания
- Очки для плавания защищают глаза от хлорированной воды, могут также улучшить видимость под водой. Тонированные очки защищают глаза от солнечного света, отражающегося от дна бассейна
- Шапочка для плавания придаёт телу обтекаемую форму и защищает волосы от хлорированной воды. Шапочки для плавания помогают также сохранить волосы сухими и защитить организм от переохлаждения
- Плавательные доски и поплавки используются при обучении плаванию или для выполнения определённых упражнений. Они позволяют удерживать верхнюю часть тела на плаву во время тренировки нижней части тела. Колобашки используются для поддержания ног на плаву при отработке упражнений для рук («плавание на руках»)
- Ласты используются для увеличения толчка ногой, улучшения техники и повышения скорости

## Подводное плавание
- Дайвинг — плавание с аквалангом.
- Фридайвинг — плавание с задержкой дыхания.
- Подводный спорт включает в себя различные дисциплины подводного плавания.